# Sten Karling

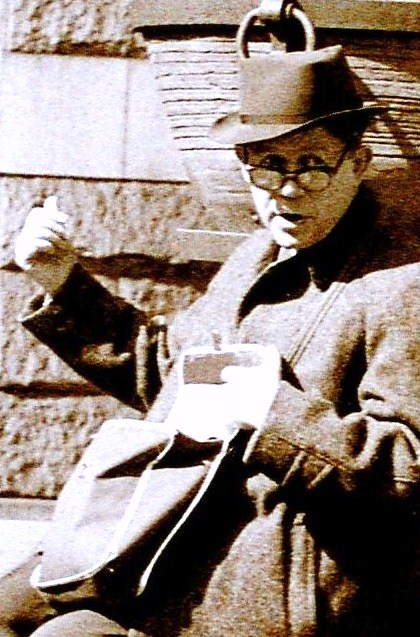
Sten Karling

Sten Ingvar Karling (* 13. Januar 1906 in Barberton (Ohio); † 10. Dezember 1987 in Stockholm) war ein schwedischer Kunsthistoriker. Er forschte zur Kunstgeschichte Schwedens und Estlands.

## Leben
Sten Karling, der Sohn von Axel Karl Karling (1878–1939) und Elisabeth Karling, geborene Bomann (1880–1960), wurde 1931 an der Universität Göteborg bei Axel Romdahl im Fach Kunstgeschichte zum Dr. phil. promoviert und war 1932 dort Dozent. Als Professor für Kunstgeschichte wirkte er von 1933 bis 1941 an der Universität Tartu und von 1947 bis zu seiner Emeritierung 1972 an der Universität Stockholm. Dort zählten u. a. Erik Forssman, Gerhard Eimer, Lars Olof Larsson und Götz Pochat zu seinen Schülern.
In Estland hatte er die Inventarisierung der Kunstdenkmäler geleitet. Für seine Verdienste um die Kunstgeschichte Estlands wurde er 1980 mit der Mare-Balticum-Medaille der Martin-Carl-Adolf-Böckler-Stiftung Bad Homburg ausgezeichnet.
Sten Karling gab über zwanzig Jahre die Konsthistorisk tidskrift heraus. Er war seit 1961 Mitglied der Königlich Schwedischen Akademie der Literatur, der Geschichte und der Altertümer und seit 1969 Mitglied der Königlich Schwedischen Akademie der Wissenschaften.
Sten Karling heiratete 1932 Kerstin Ouchterlony (1906–2004). Das Paar hatte einen Sohn – Krister Karl Axel Karling (* 1934).

## Schriften (Auswahl)
Schriftenverzeichnis bei Gunhild Osterman: Sten Karlings tryckta skrifter 1925–1965. In: Konsthistoriska studier tillägnade Sten Karling. Stockholm 1966, S. 401–430 und Carl Nordenfalk, Gunhild Osterman: Sten Karlings bibliografi fullständigad. In: Fornvännen 85, 1990, S. 41–51 (Digitalisat).
- Trädgårdskonstens historia i Sverige intill Le Nôtrestilens genombrott. Bonnier, Stockholm 1931 (Dissertation).
- Matthias Holl från Augsburg och hans verksamhet som arkitekt i Magnus Gabriel de La Gardies tjänst i Sverige och Balticum (= Göteburgs Kungl. Vetenskaps- och Vitterhets-Samhälles Handlingar 5, A, 3, 2). Elander, Göteborg 1932.
- Narva. Eine Baugeschichtliche Untersuchung (=  Kungliga Vitterhets Historie och Antikvitets Akademien. Archäologische Monographien Bd. 25). Wahlström & Widstrand, Stockholm 1936.
- Zur Baugeschichte der Domkirche zu Tallinn. Tartu 1937.
- Die Marienkapelle an der Olaikirche in Tallinn und ihr Bildwerk. Tartu 1937.
- Einige Werke des Meisters von Schloss Lichtenstein in Tartu und Moskau. Tartu 1940.
- Tänapäeva kunstivoolud ja rahvuslik omapära eesti kunstis.[1] In: Loomingust 9, 1939, S. 999–1004 (Digitalisat).
- Holzschnitzerei und Tischlerkunst der Renaissance und des Barocks in Estland (= Õpetatud Eesti Seltsi Toimetused / Verhandlungen der Gelehrten Estnischen Gesellschaft Bd. 34). Õpetatud Eesti Selts, Dorpat 1943 (Digitalisat).
- Medeltida träskulptur i Estland. Kungliga Vitterhets Historie och Antikvitets Akademien, Stockholm 1946.
- Die Gartenanlagen des Pfalzgrafen Johann Kasimir von Kleeburg . Ins Deutsche übersetzt von Heinz Friedel. Kaiserslautern 1968.
- Ikonografiska studier. Almqvist & Wiksell, Stockholm 1972.
- mit Karin Lindegren: Fredrik Magnus Piper och den romantiska parken / Fredrik Magnus Piper und der Landschaftsgarten. Kungliga Akad. för de Fria Konsterna och Författarna, Stockholm 1981, ISBN 91-86208-00-4.